# حاجی‌حاتم‌لی
حاجی‌حاتم‌لی (به لاتین: Hacıhətəmli) یک منطقه مسکونی در جمهوری آذربایجان است که در شهرستان اسماعیللی واقع شده است. حاجی‌حاتم‌لی۲۴۲۱ نفر جمعیت دارد.